# المقدح (سرار)

تعديل مصدري - تعديل

المقدح هي إحدى قرى عزلة سرار بمديرية سرار التابعة لمحافظة أبين، بلغ تعداد سكانها 183 نسمة حسب تعداد اليمن لعام 2004.